# Jurinea ferganica
Jurinea ferganica là một loài thực vật có hoa trong họ Cúc. Loài này được (Iljin) Iljin mô tả khoa học đầu tiên.